# Buhla
Buhla é um município da Alemanha localizado no distrito de Eichsfeld, estado da Turíngia.  Pertence ao verwaltungsgemeinschaft de Eichsfeld-Wipperaue.

## Demografia
Evolução da população (em 31 de dezembro):
| - 1994 - 684 - 1995 - 677 - 1996 - 685 - 1997 - 679 | - 1998 - 675 - 1999 - 663 - 2000 - 672 - 2001 - 631 | - 2002 - 621 - 2003 - 619 - 2004 - 616 |

Fonte: Thüringer Landesamt für Statistik